# DJ Yung Vamp
DJ Yung Vamp, pseudonimo di Gregory Renard (Liegi, 30 giugno 1995), è un disc jockey e produttore discografico belga.
DJ Yung Vamp è stato definito "uno dei maggiori influencer del phonk". È anche conosciuto con lo pseudonimo Jeune Vamp come rapper.

## Biografia
Renard nacque il 30 giugno 1995 a Liegi, in Belgio, da un padre belga e una madre tunisina.
DJ Yung Vamp iniziò a produrre musica nel 2013, all'età di 18 anni, utilizzando FL Studio. Dopo aver ascoltato vari album hip hop, scoprì i suoi generi preferiti: il trill, il phonk, il grime e la trap. Iniziò a produrre su SoundCloud e Bandcamp nel 2016, utilizzando un vecchio computer regalatogli da suo nonno quando aveva 13 anni.
Guadagnò rapidamente popolarità, accumulando oltre 20 000 follower su SoundCloud in un anno. Il suo successo può essere ricondotto principalmente all'emergenza del phonk come genere, catalizzato da canali YouTube promozionali come Emotional Tokyo, Ryan Celsius e rare. I brani di DJ Yung Vamp furono ampiamente presenti nei mix dei canali, che ricevettero milioni di visualizzazioni, contribuendo ulteriormente alla sua fama.
Entro la fine del 2017, DJ Yung Vamp aveva lavorato con DJ Smokey, Jason Rich e Soudiere, tre degli artisti più importanti di phonk. Lo stesso Soudiere reclutò DJ Yung Vamp nel il collettivo "Purple Posse", composto anche da Aseri, Backwhen e Mythic, tra gli altri. DJ Yung Vamp collaborò anche con artisti mainstream come bbno$, Mister V, Soulja Boy, Scarlxd, Yung Gravy, Fauni e Chxpo.
Nel 2020, DJ Yung Vamp lanciò la sua etichetta di moda chiamata "Vampire-Corp", e pubblicò la sua prima canzone come rapper con l'alias Jeune Vamp (francese per Giovane Vamp).

## Stile musicale
Un produttore di phonk, la musica di DJ Yung Vamp trae ispirazione dall'hip hop degli anni '90 e 2000, dal south rap e dal crunk. Ha definito la sua musica "nostalgica e rilassante allo stesso tempo"; Radio Juicy - la sua etichetta discografica - l'ha definita "il super contrasto tra chill e hard".
Rispetto ad altri produttori phonk contemporanei, lo stile di produzione di DJ Yung Vamp è più "semplice", coinvolgendo meno layer e suoni più facilmente disponibili. Il suo stile è stato anche visto come "costante", costituito da un sample di jazz lento, voci mainstream e batterie semplici.

## Discografia
- 2016 – More Blood In My Cup, Vol. 1
- 2017 – Night off the Trill, Vol. 1
- 2017 – I Need More Blood
- 2018 – Night off the Trill, Vol. 2
- 2018 – Night off the Trill, Vol. 3
- 2019 – Die Trill, Vol. 1
- 2019 – Die Trill, Vol. 2
- 2020 – Die Trill, Vol. 3
- 2022 – I Need More Blood, Vol. 2